# ایرو خچانوی
ایرو خچانوی (به انگلیسی: Iru Khechanovi) (زاده ۳ دسامبر ۲۰۰۰) خواننده و ترانه‌سرا گرجستانی است.
او نماینده گرجستان در یوروویژن ۲۰۲۳ بود.